# Tomás Ribas
Tomás Emídio de Carvalho Ribas, mais conhecido apenas como Tomás Ribas OM (Alcáçovas, Viana do Alentejo, 20 de Junho de 1918 – Lisboa, 21 de Março de 1999), foi um escritor, encenador, professor e jornalista português.

## Biografia
Nasceu em Alcáçovas, no concelho de Viana do Alentejo, em 20 de Junho de 1918, sendo filho de Tomás Emídio de Sousa Ribas, natural da Figueira da Foz, e de Georgina Ribas, natural de Ambriz, Angola, que era então uma província ultramarina portuguesa. Frequentou o liceu e depois a Faculdade de Letras de Lisboa, no curso de Histórico-Filosóficas, que não chegou a concluir. Esteve depois no Conservatório Nacional, onde tirou o curso especial de Dança e Coreografia.
Viajou pela Europa e pelos Estados Unidos da América como bolseiro do Instituto de Alta Cultura e da Fundação Calouste Gulbenkian, tendo trabalhado na Ópera de Paris e nos arquivos dos teatros líricos italianos, e fequentado vários cursos no Actors Studio de Nova Iorque, onde também participou num seminário da Universidade de Columbia sobre antropologia cultural.
A 7 de outubro de 1951, casou civilmente em Lisboa com Gabriela Alice Fernanda de Andrade.
Tomás Ribas faleceu em 21 de Março de 1999, na cidade de Lisboa.

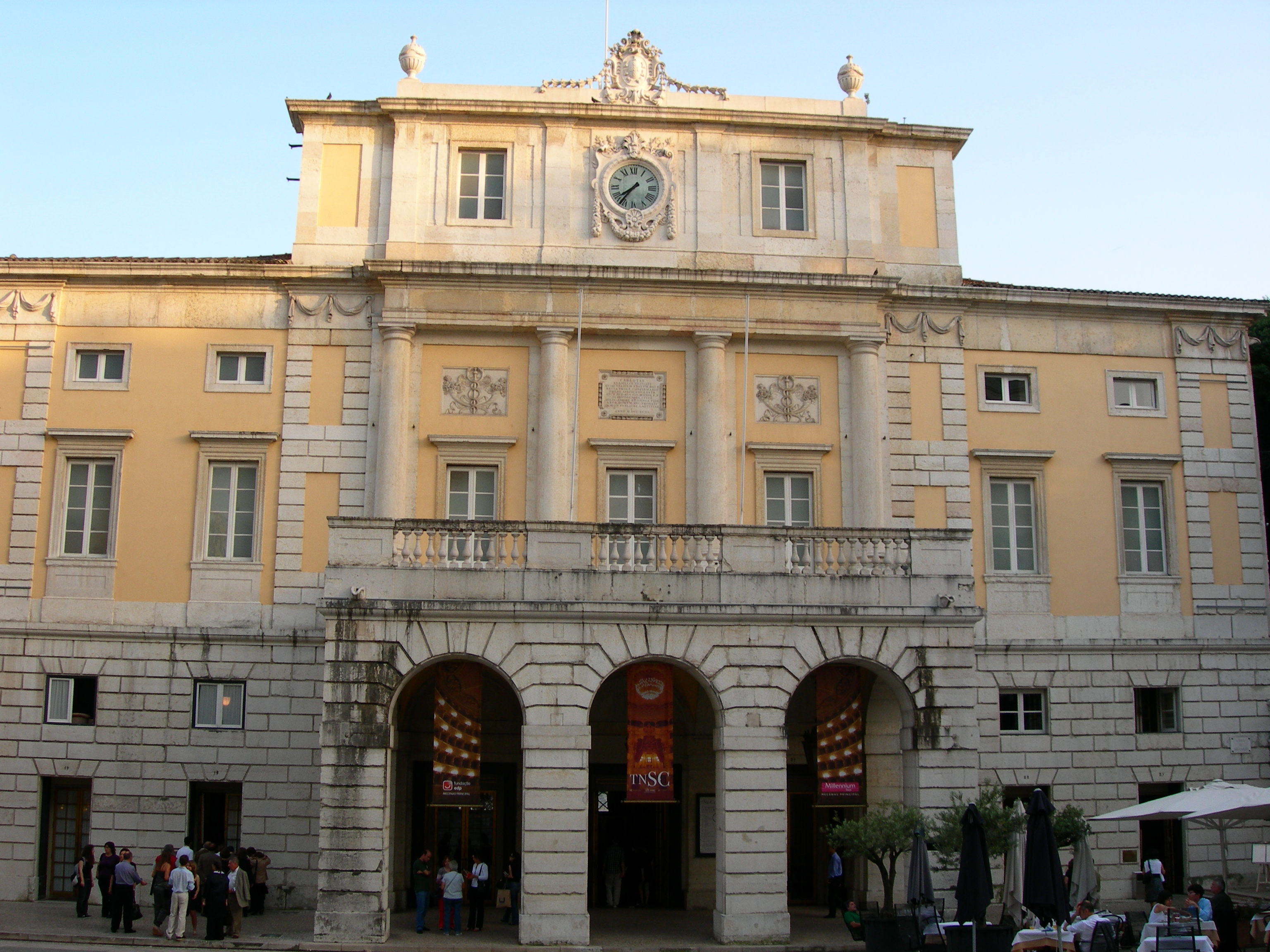
Teatro Nacional de São Carlos, em Lisboa.

## Carreira profissional e literária
Na área do teatro, foi encenador e coreografista. Trabalhou como conservador arquivista no Teatro Nacional de São Carlos durante vários anos.
Trabalhou como docente na Escola Superior de Dança do Instituto Politécnico de Lisboa, onde também fez parte do conselho científico, no Instituto de Novas Profissões, e no Conservatório, onde deu aulas de dança, encenação e estética.
Como jornalista, escreveu para vários jornais diários de Lisboa e revistas, incluindo O Século Ilustrado, Vértice, Vida Mundial e Mundo Literário, tendo-se destacado principalmente como crítico de bailado.
Esteve igualmente no Instituto Nacional para o Aproveitamento dos Tempos Livres (INATEL), como chefe da divisão de Etnografia e Folclore. 
Ocupou a posição de delegado da Secretaria de Estado da Cultura, na cidade de Faro, e fez parte do Conselho da Região de Turismo do Algarve entre 1977 e 1986, tendo-se destacado pelo impulso que deu à etnografia e cultura da região.
Deixou uma vasta obra literária, tendo publicado o seu primeiro livro, Monotonia, aos vinte e cinco anos, que foi a sua única obra de poesia. Em prosa, escreveu sobre vários temas, destacando-se as obras Pavlova, sobre a bailarina russa Anna Pavlova, O Primeiro Negócio, de ficção, Cláudia e as Vozes do Mar, sobre teatro, e o ensaio Etnografia, Ballet, Danças Populares e Teatro.
Escreveu igualmente vários roteiros sobre Portugal, incluindo Guia de Recolha de Danças, Portugal Turístico, Guia Turístico de Faro (1987), e Beja à Descoberta de um Passado (1995). Também redigiu o prefácio para a segunda edição do livro Um Algarve Outro - contado de boca em boca. Em 1999, publicou a sua última obra, O Teatro Trindade - Cento e Vinte Anos de Vida, da editora Lello e Irmãos.

## Prémios e homenagens
Foi homenageado com o grau de Doutor Honoris Causa pela Universidade de Dança de Paris. 
Em 9 de Junho de 1993, Tomás Ribas foi honrado com o grau de comendador na Ordem do Mérito.
O seu nome também foi colocado na toponímia da Nazaré e Alcáçovas.

## Obras Selecionadas
Entre as suas obras encontram-se: 
- Monotonia (1943)
- Montanha Russa (1946)
- O Primeiro Negócio
- Cláudia e as Vozes do Mar (1956)
- O Que É o Ballet? (1959)
- O cais das colunas (1959)
- A Dança e o Ballet no Passado e no Presente, (1959)
- Danças do povo português (1961)
- Pavlova (1962)
- A Ilha do Príncipe: Breve Memória Descritiva e Histórica (1964)
- Giovanna: histórias arquivadas (1965)
- Lisboa: Prosa (1966)
- A Casa de Isaac (1967)
- O teatro e a sua história (1970)
- Etnologia (2 volumes, 1977)
- Como Fazer Teatro (2 volumes, 1978-1979)
- O Teatro e a Sua História (1978)
- A dança e o ballet (2 volumes, 1980)
- Danças populares portuguesas (1983)
- Portugal Turístico (1984)
- Guia de Recolha de Danças Populares (1985)
- Guia Turístico de Faro (1987)

## Ligações Externas
- Arquivos RTP | Tomás Ribas entrevistado por Varela Silva no programa O Que Eu Gostaria de Ter Sido (1980)
- Arquivos RTP | Rancho Folclórico Infantil de Alenquer no programa Folcore, apresentado por Tomás Ribas (1970)